# David Theile
David Theile (n. 17 ianuarie 1938, Maryborough⁠(d), Queensland, Australia) este un înotător ce a reprezentat Australia, medaliat olimpic. A participat la 2 ediții ale Jocurilor Olimpice (1956, 1960) în care a câștigat 4 medalii de aur și o medalie de argint.